# Лора Гренвілл
Лора Гренвілл (англ. Laura Granville; нар. 12 травня 1981, Чикаго) — колишня американська тенісистка.
Найвищу одиночну позицію рейтингу WTA — ранг 28 досягнула 9 червня 2003 року.
Завершила кар'єру 2010 року.

## Фінали турнірів WTA

### Одиночний розряд: 1 (0-1)
| Перемога — Легенда                           |
| -------------------------------------------- |
| Турніри Великого шолома (0–0)                |
| Турніри WTA Tour (0–0)                       |
| Tier I / Premier Mandatory & Premier 5 (0–0) |
| Tier II / Premier (0–0)                      |
| Tier III, IV & V / International (0–1)       |

| Результат | Ранг | Дата           | Турнір    | Покриття | Опоненти         | Рахунок       |
| --------- | ---- | -------------- | --------- | -------- | ---------------- | ------------- |
| Поразка   | 1.   | 15 серпня 2004 | Vancouver | Тверде   | Ніколь Вайдішова | 6–2, 4–6, 2–6 |

### Парний розряд: 5 (2-3)
| Перемога — Легенда                           |
| -------------------------------------------- |
| Турніри Великого шолома (0–0)                |
| Турніри WTA Tour (0–0)                       |
| Tier I / Premier Mandatory & Premier 5 (0–0) |
| Tier II / Premier (0–0)                      |
| Tier III, IV & V / International (2–3)       |

| Результат | Ранг | Дата             | Турнір                       | Покриття  | Партнер              | Опоненти                         | Рахунок       |
| --------- | ---- | ---------------- | ---------------------------- | --------- | -------------------- | -------------------------------- | ------------- |
| Поразка   | 1.   | 19 травня 2003   | Internationaux de Strasbourg | Ґрунт     | Єлена Костанич-Тошич | Соня Джеясілан Мая Матевжич      | 4–6, 4–6      |
| Поразка   | 2.   | 19 лютого 2005   | Мемфіс                       | Тверде    | Абігейл Спірс        | Йосіда Юка Саекі Міхо            | 3–6, 4–6      |
| Перемога  | 1.   | 24 липня 2005    | Мастерс Цинциннаті           | Тверде    | Абігейл Спірс        | Квета Пешке Марія Емілія Салерні | 3–6, 6–2, 6–4 |
| Перемога  | 2.   | 5 листопада 2006 | Tournoi de Québec            | Килим (i) | Карлі Галліксон      | Джилл Крейбас Аліна Жидкова      | 6–3, 6–4      |
| Поразка   | 3.   | 4 січня 2010     | ASB Classic                  | Тверде    | Наталі Грандін       | Кара Блек Лізель Губер           | 6–7(4–7), 2–6 |